# Kristianstads garnisonsförsamling
Kristianstads garnisonsförsamling var en församling vid Kristianstads garnison i Lunds stift i nuvarande Kristianstads kommun. Församlingen uppgick 1927 i Kristianstads församling.

## Administrativ historik
Församlingen bildades 1794 och uppgick 1 maj 1927 i Kristianstads församling.
Inom församlingens pastorat fanns också Kristianstads slottsförsamling som inte var en helt fristående enhet.